# Шуль, Жан-Жак
Жан-Жак Шуль (фр. Jean-Jacques Schuhl; род. 9 октября 1941 год, Марсель, Французское Государство) — французский писатель и драматург, лауреат Гонкуровской премии (2000) за роман «Ингрид Кавен».

## Биография
Жан-Жак Шуль родился 9 октября 1941 года в Марселе. 
Первый свой роман «Роза Пуссьер»  Жан-Жак Шуль написал в 1972 году, но этот роман, как и следующий за ним «Телекс №1», вышедший в 1976 году, остались незамеченными читающей публикой и литературными критиками. 
В 2000 году Жан-Жак Шуль получает одну из самых престижных литературных наград Франции - Гонкуровскую премию за роман ««Ингрид Кавен», который повествует о немецкой актрисе и певице, второй жене писателя, которая ранее была музой Ив Сен Лорана и женой кинорежиссёра Райнера Фассбиндера, однако, роман не является биографией певицы.

## Произведения
- Роза Пуссьер (1972)
- Телекс № 1 (1976)
- Ингрид Кавен (2000)
- Entrée des fantômes (2010)
- Навязчивые идеи (2014)